# Børnefilm
Børnefilm er en filmgenre, som henvender sig til børn fra børnehavealderen og op til 12-års alderen, hvor handlingen og udformningen er tilpasset barnets følelsesmæssige behov for leg og tryghed, grad af modenhed og opfattelsesevne, og kan typisk være tegnefilm, dyrefilm, familiekomedier, film om den første skolegang, fantasy- og eventyrfilm samt actionfilm. Børnefilm har oftest børn i hovedrollen eller foregår i et univers, som er genkendelig for barnet og er tilpasset aldersgruppen således, at børnene kan identificere sig med figurerne og nemt følge med handlingen. 

Der er også en del børnefilm, hvor hovedrollen spilles af en voksen person, som dog er central for børnene i filmen, såsom Mary Poppins, alle de voksne roller i Hook eller museumsvagten i Nat på museet. Omvendt er ikke alle film med børn som hovedpersoner børnefilm, ej heller egnede for børn, såsom gysere i stil med The Shining, It, The Ring og Children of the Corn, eller krigsfilm med en trist ende, som Anne Franks dagbog (der også henvender sig mere til teenagere).
Børnefilm omhandler typisk barnets forhold til forældrene eller søskende, barnets behov for leg og underholdning, magi og fantasiens frie løb, barnets første venskaber og første møder med omverdenen, eller "vejen mod modenhed", hvor børn kan først vises som utilpassede, uvidende og grænsesøgende for derefter gennem oplevelserne opnå modenhed, accept af samfundet og visdom, enten derhjemme eller i et skolemiljø som Harry Potter. Et meget stort og yndet tema i forholdet til forældrene i børnefilm er den største trussel mod det uselvstændige barns tarv og overlevelse - nemlig forældrenes død eller mangel og ensomhed. I denne type film bunder handlingen i at det forældreløse barn skal pludseligt leve uden mor eller far, finde en ny familie eller på ny gøre sig fortjent og accepteret af den enlige, fjerne forælder. Denne slags børnefilm viser i kontrollede rammer, hvordan den for barnet mest uhyggelige situation skal håndteres og trygheden genskabes. Temaet blev fortalt utallige gange siden Oliver Twist frem til Alene Hjemme og hvis det ikke er nervepirrende nok, kan der altid krydres med fantasi og magi som i Den Uendelige Historie, eller Labyrinten (med David Bowie som Goblinkongen). Hvis magien ikke rækker, kan der også tages sci-fi og tekniske forspring i brug for at få det ensomme barn til at flyve med aliens, som i E.T.. Hvis man alligevel ikke er til troldspejle eller UFO, kan naturvidenskabens magi også bruges til at bringe de kvikke børn på sommerferie i knibe med Jordens egne monstre fra fortiden - dinosaurerne, der går igen i Jurassic Park. Bliver det alligevel for kedeligt med altid samme, ensomme hittebørn, kan teamet sagtens genfortælles i dyrenes antropomorficerede verden som i Bambi, Junglebogen, Løvernes Konge eller Find Nemo. Temaet kendes skam også i andre kulturer, som i de japanske børneklassikere fra Studio Gibhli - med Chihiro og heksene, hvor den lille piges forældre forvilder sig til et magisk land og forvandles til grise pga. deres grådighed, eller Min Nabo Totoro, hvor de to små søstre rykkes op med rode fra deres forrige tilværelse og flyttes af deres ensomme far ude på landet - men finder her trygheden og magien med skovens ånd Totoro, der udover at flyve med søstrene om natten eller suse over land og skov i en fortryllet Kattebus, også hjælper dem til sidst at genforenes med deres syge mor.
Et andet tema, der ikke er nær så skræmmende men spændende for børn, er en adskillelse af søskende, hvor børn fra helt forskellige samfundslag eller lande kan prøve, hvordan det er at leve som Den Anden, en slags turistrejse udenfor sin egen trygge sociale klasse. Som i alle børnefilm, bekræftes trygheden til sidst - børnene beroliges og belønnes med opdagelsen, at de er og altid har været søskende, - fra Prinsen og Tiggeren til Forældrefælden, som troligt genindspilles hver 10. år i USA med hver ny generation af børneskuespillere. En anden variant af omvendt liv som var det karneval, er børnefilmenes rollebytning mellem den af ansvarlighed tyngede og stressede voksne og det uvorne lille barn plaget af regler - Freaky Friday eller Junior. Hvis familien er dog fra starten samlet og stærk mod den onde verden, kan den ensartede hverdag sagtens rumme magi alligevel, når det omsider viser sig, at barnet er heks som Hermione Granger, moren, tanten eller naboen er heks, barnet er græsk halvgud som Perry Jackson, hele familien er monstre som Familien Addams eller superhelte i knibe sammen, som De Utrolige.
Børnefilm har forløbere i moraliserende og underholdende, mundtlige eventyr-fortællinger til børn (som også grundlagde børnelitteraturen), fantasy- og magi elementerne kendt i alverdens mytologier samt i fortidens dukketeater og cirkus, hvor der blev mere vist ren fald-på-halen-komedie end fortalt visdom med lyde, sange, dukker, udklædning, makeup og maling. De første store børnefilm var også Walt Disneys tegnefilms-versioner af børnelitteraturen, såsom Snehvide, Askepot, Pinocchio og Bambi (der var en amerikansk børnebog). Tidligere end Disney var der også en russisk filmskaber, som i 1928 lavede en kort, sort og hvid film om Fagre Lucilla, en stop-animeret dukkefilm om 2 kongelige insekter, der som smukke Helene og insektprinsen Paris genfortæller kærlighedshistorien fra Homers Iliaden. Da lydfilm og lydspor blev udviklet, gav det endnu større mulighed for at underholde børnene med sange, i stedet for at kede dem med voksnes langtrukne snak - og i USA havde hver film et stort orkester, der påvirkede tilskuerne mere end selve handlingen og de meget simple visuelle effekter. Ikke blot tegnefilm, men også almindelige film blev snart til de rene musicals og dansenumre, enormt populære i USA, helt siden den stepdansende lille Shirley Temple, frem til Sound of Music, Mary Poppins eller Wizard of Oz og helt den dag i dag med Løvernes Konge, Den Lille Havfrue og Frozen.
Da børn har et meget stort behov for tryghed, har børnefilm i modsætning til andre filmgenrer altid en lykkelig slutning, især for de mindste aldersgrupper- I børnefilm er der stadig lagt mere vægt på simpel underholdning end på kompliceret handling, så børn kan nemmere opleve glæde, opstemthed og tilfredsstillelse ved filmens ende. Grundet publikummets særlige behov skal børnefilm undgå at påvirke barnet negativt, da den barnlige psyke er i udvikling og utrolig modtagelig, især i forhold til film, som stimulerer flere sanser samtidigt. Børn har også meget let ved at fuldstændig identificere sig med børn, dyr eller legetøj vist på skærmen, og har svært ved at skelne mellem virkelighed, leg og fantasi.  Der kan i børnefilm ikke vises barske vold- eller seksuelle scener, rusmidler, misbrug og depressive temaer, som mere hører i socialrealistiske film for voksne - medmindre alverdens ondskab overvindes til sidst og barnet får en genforening med familien, som i Charlie Chaplins film om den forældreløse dreng "The Kid" eller i "Alene Hjemme"-trilogien.
I Europa og Asien bliver børnefilm typisk fortalt fra et barns synsvinkel og følger troligt de følelser og stemninger, handlingen og oplevelserne vækker hos barnet som hovedperson. Derimod i USA bliver børnefilm skabt som familiefilm, gerne med en voksen i hovedrollen da børnefilm, som -ikke- var tegnefilm, fik ikke den forventede økonomiske succes hos de amerikanske tilskuere. Derfor har de amerikanske familiefilm gerne nogle berømte voksne skuespillere med for at tiltrække et større publikum, ligesom Jurassic Park, og en del af handlingen og humoren i filmene henvender sig til de voksne seere, ligesom i Shrek. Familiefilmene i USA er meget gerne fortalt fra forældrenes synspunkt og søger - uden at kede børnene - især at underholde de voksne, da det er dem, som i sidste ende køber biletterne samt forplejning i biografen til hele familien. Et typisk eksempel på forskellen mellem europæisk og amerikansk tilgang til børnefilm er Skat, børnene er skrumpet, med den amerikanske familiefar i centrum med hans forhold til hustruen og børnene som uheldige birolle-indehavere, der selv skal finde tilbage til ham . hvor i Europa ville filmen hedde Hov søs, far har skrumpet os, således at børnene og deres oplevelser ville være i fokus som subjekt og ikke objekt.